# Antiguo castillo de Degebe
El Antiguo castillo de Degebe, en el Alentejo, está situado en la parroquia, ciudad y municipio de Reguengos de Monsaraz, distrito de Évora, Portugal.

## Historia
Erigido sobre un espolón rocoso a orillas del río Degebe, afluente del río Guadiana, es en realidad un sitio arqueológico, testimonio de la ocupación protohistórica de la región durante la  Segunda Edad de Hierro. Es un asentamiento está defendido por un muro de piedra sin argamasa y por la escarpa natural del terreno.
Este asentamiento fortificado está clasificado como Sitio de Interés Público por Decreto publicado el 18 de julio de 1957.
El lugar fue intensamente forestado con eucaliptos por el dueño de la propiedad, según información del Dr. António Carlos Silva (12 de junio de 1989), de los Servicios Regionales de Arqueología del Sur del Instituto Português do Património Cultural (el antecesor del IGESPAR).

## Arquitectura
Los restos del castillo medieval se encuentran en un lugar rural, en el espolón de roca y fuertes pendientes en la confluencia de la Ribeira da Caridade y el río Degebe, aislado y en armonía con el entorno circundante. Es un vasto espacio defendido y cercado por murallas de talud natural, limitado al oeste por el río Degebe y al este por la Ribeira da Caridade , y protegido al norte por una doble línea de fortificaciones que se transforma en una isla. El castillo es un poco largo, de planta irregular, orientado de norte a sur.